# 4Q246

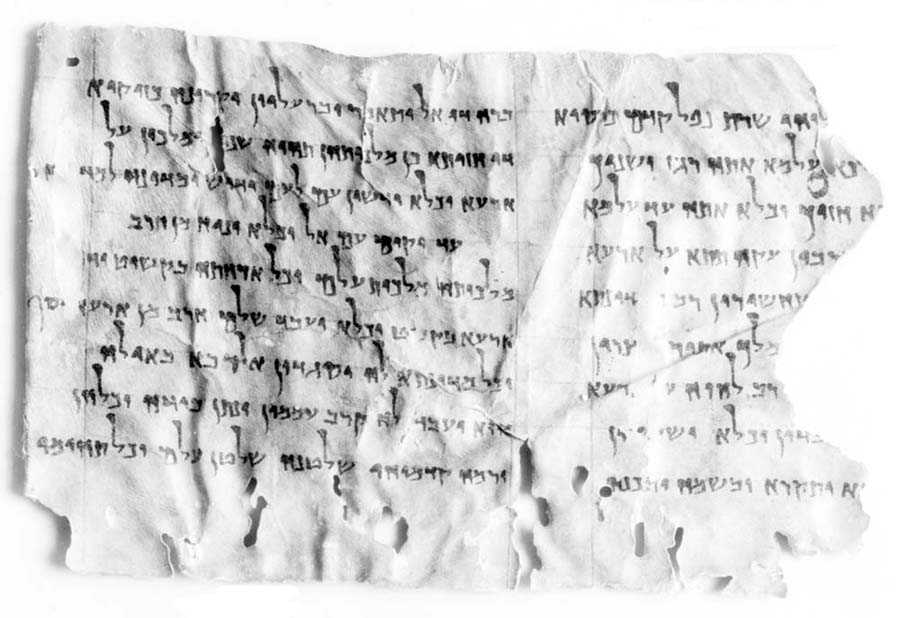
Rękopis 4Q246

4Q246 – rękopis napisany w języku aramejskim znaleziony w grocie 4 w Kumran należący do zwojów znad Morza Martwego. Tekst rękopisu wyróżnia się wczesną wzmianką o Synu Bożym.

## Opis
Rękopis stanowi jedna karta z krótkim tekstem. Kolumna pierwsza po prawej stronie jest uszkodzona i wymaga rekonstrukcji oraz interpretacji. Kolumna druga po lewej stronie zawiera tekst:

„On będzie nazwany Synem Boga, a oni nazwą go Synem Najwyższego, jako spadająca gwiazda.”

Choć tekst ten może nawiązywać do Syna Człowieczego z Księgi Daniela 7:13,14 widoczne jest podobieństwo do Ewangelii Łukasza 1:32-33,35.
Tekst rękopisu 4Q246 1,9-2,3:

„[...] jest wielki na ziemi. [Dzięki królowi wszyscy (ludzie)] otrzymają [pokój], a wszystko będzie służyć [Jemu. Zostanie on nazwany Synem] [W]ielkiego [Boga], a Jego imię sprawia, że On będzie nazwany Synem Boga, a oni nazwą go Synem Najwyższego, jako spadająca gwiazda.”

W tekście tym jest kilka niejasnych sformułowań co powoduje, że właściwa interpretacja tego rękopisu może być inna. Nie wiadomo, kto wypowiada te słowa, ani do kogo, nie jest też znany szerszy kontekst tej wypowiedzi. Jednak zarówno w Ewangelii Łukasza jak i w tym zwoju jest mowa o kimś kto będzie „wielki”, że będzie on „nazwany” „Synem Najwyższego” i o „Synu Bożym”. Fragment 4Q246 nie jest cytatem z Ewangelii Łukasza gdyż została ona napisana w języku greckim a rękopis używa języka aramejskiego. Materiał ten jest zbyt krótki by stwierdzić czy ewangelista Łukasz właśnie na jego podstawie opracował później swoją relację narodzin Jezusa.